# Omer Goldstein
Omer Goldstein (13 de agosto de 1996) é um ciclista profissional israelita que milita nas fileiras do conjunto Israel Start-Up Nation. O seu irmão Roy Goldstein também foi ciclista profissional.

## Palmarés
- 2015
  - 3.º no Campeonato de Israel Contrarrelógio

- 2016
  - 2.º no Campeonato de Israel Contrarrelógio

- 2017
  - 2.º no Campeonato de Israel Contrarrelógio

- 2018
- Campeonato de Israel Contrarrelógio  
  - 3.º no Campeonato de Israel em Estrada

- 2019
  - 2.º no Campeonato de Israel em Estrada

## Resultados em Grandes Voltas
| Corrida | Corrida         | 2018 | 2019 | 2020 |
| ------- | --------------- | ---- | ---- | ---- |
|         | Giro d'Italia   | —    | —    | —    |
|         | Tour de France  | —    | —    | —    |
|         | Volta a Espanha | —    | —    |      |

—: não participa

Ab.: abandono

## Equipas
- Cycling Academy (07.2016-12.2016)
- Israel (2018-)
  - Israel Cycling Academy (2018-2019)
  - Israel Start-Up Nation (2020)